# V deveti deželi
V deveti deželi je slovenska ljudska pripoved, ki izhaja iz okolice Mirne na Dolenjskem. Povedal jo je Vid Ambrožič, kasneje pa jo je zapisala Marija Stanonik. Pripoved je prvič izšla v knjigi V deveti deželi, Sto slovenskih pravljic iz naših dni leta 1995.
Pripoved govori o mladeniču, ki ga oče zaradi svoje stave še nerojenega daruje zelenemu možičku. Ta kasneje dvajsetletnega mladeniča spremi na drugi svet in ga napoti v rajsko deželo. S pomočjo čarobnih rekvizitov premaga vse ovire na poti in res pride tja, kjer najde svojo srečo.

## Analiza pravljice
Glavna književna oseba te pripovedi je ribičev sin, ki je kasneje omenjen kot mladenič. 
Stranske književne osebe pa so ribič, tovariši, zelen možiček, razbojniki, grajska gospodična, zaljubljena avša, starešina, župnik in ženin.
Književni čas je neopredeljen, prostor oz. kraj dogajanja je v začetku nekje ob morju, kasneje pa v rajski deželi. 
V pripovedi je so mnogokrat omenjena pravljična števila:
∙ 3 – v treh dneh, tri cente rib, tretji dan, treh strašnih razbojnikov, tretjo noč, malo manj kot tri leta, tri dni
∙ 9 – v deveti deželi
∙ 100 – sto klafter
Prisotne so stvari s človeškimi lastnostmi:
∙ sonce, ki govori (A sonce pravi, da sicer obseva res vso zemljo, a so na zemlji globeli in tako skriti kraji, da ne more prodreti vanje.)
∙ luna, ki govori (Prav tako mu odgovori luna.)
∙ veter, ki govori (Veter pa, ki preveje vse, še tako skrite kraje, mu pove zanjo.)
V pripovedi lahko najdemo značilne ukrasne pridevnike:
∙ rajsko deželo
∙ temni noči
∙ samotne koče
∙ strašnih razbojnikov
∙ čudovito lepi ptički
∙ čudovito lepega gradu
∙ čudovito lepa deklica
∙ zakleta
∙ čudodelni prstan
Analiza pripovedi po Vladimiru Proppu:
Nekdo junaka nekam pošlje – Junaka neposredno nekam napotijo. Odpravi se po danem ukazu. 
Zeleni možiček mladeniču ukaže naj si poišče rajsko deželo.
Junak zapusti dom – Junak se odpravi z namenom, da bi nekaj našel. Na poti ga čakajo različne prigode. Dogajanje se razvija naprej, pride do zapleta pravljice. V pravljico vstopi nov lik. 
Mladenič se odpravi na pot z namenom, da bi našel rajsko deželo. Med potjo pride v roke razbojnikom.
Junak prejme čudežno sredstvo – Junak prejme predmete, ki imajo čudežno lastnost. Junak te predmete ukrade.
Mladenič razbojnikom ukrade predmete s čudežno močjo.
Junaka nekdo privede na kraj – Junaku nekdo pokaže pot.
Mladeniču veter pove, kje lahko najde rajsko deželo.
Premostitev prvotne nesreče – Začaran je spet odčaran.
Mladenič s poljubom odčara zakleto grajsko gospodično.
Junaka zaznamujejo – Junak dobi prstan.
Grajska gospodična mladeniču podari čudodelni prstan.
Junak se poroči – Junak se poroči in dobi nevesto. S tem se pravljica konča.
Mladenič se poroči z grajsko gospodično in tako se pripoved srečno konča.

## Liki
Pomembnejši liki v pripovedi so ribičev sin, zelen možiček, ribič, kača, klobuk, plašč, čevlji ter čudodelni prstan.
Ribič je prikazan kot pošten človek, ki pa se rad hvali. V težavah mu pride na pomoč zelen možiček, ki mu zaradi svoje pravičnosti pomaga šele potem, ko mu ribič ponudi svojega nerojenega sina. Oba se držita svojih obljub. Ribičev sin se rodi z žalostno usodo, da bo moral pri dvajsetih letih zapustiti svoj dom. Vendar mu to ni prav nič težko, ne upira se svojemu očetu. Izkaže se za dobrega, poslušnega, pogumnega in iznajdljivega. 
Kača se z mladeničevim poljubom preobrazi v prelepo grajsko gospodično. Izkaže se za zvesto, saj na vrnitev svojega mladeniča čaka tri leta.
V pripovedi so prisotni predmeti s čudežno močjo, ki pomagajo mladeniču priti do rajske dežele in do srečnega konca.
- klobuk, ki te stori nevidnega, če se z njim pokriješ
- plašč, ki hribe ravna, če ga ogrneš, da ni ovinkov in greš kot po ravnini
- čevlji, s katerimi, če jih obuješ, prehodiš z vsakim korakom sto klafter
- čudodelni prstan, skozi katerega pogledaš ter vidiš svoje starše in dom

## Interpretacija dela
Pripoved V deveti deželi je zanimiva in poučna pripoved, saj se zaključi s poučnim komentarjem pripovedovalca, ki izstopi iz orisa pripovedi kot samosvoja šegava osebnost. 
Ob globljem razumevanju pripovedi pa se pojavijo nekatere nejasnosti. Zgodba se začne z očetom, ki je kmalu dobil sina. Njegove matere ni omenjene, tudi kasneje ne. Postavi se nam vprašanje, ali je mati sploh živa ali le preprosto ni omenjena. Vloga ženske nasploh je v pripovedi precej zanemarjena. Glavni knjižni liki so moški: ribič, mladenič, zelen možiček. Ženska se pojavi le dvakrat. V prvem primeru je ženska avša, ki se zaljubi v mladeniča in mu poleg tega ukrade čudodelni prstan. Prikazana je precej slabšalno. V drugem primeru pa je ženska lepa grajska gospodična. Ta je sicer predstavljena v svetlejši luči, vendar jo zatemni njen nastanek. Grajska gospodična je namreč bila prvotno kača, ki pa velja za precej neljubo žival. 
Manjkajoča ženska vloga ne zmoti samo odraslega bralca, ampak lahko pri branju zmoti tudi otroka, ki pogreša žensko vlogo, vlogo matere, katere prisotnost bi predstavljala celotno družino. 
V pripovedi je zanimiv lik ribičevega sina, ki se rodi z žalostno usodo, da mora pri svojih dvajsetih letih zapustiti dom in oditi z zelenim možičkom. Pričakovali bi lahko, da se bo sin upiral svoji usodi, da se bo upiral očetu, ki ga je popeljal do zelenega možička. Vendar ne. Mladenič se ni prav nič upiral. Še tolažil je očeta, da se bo vse srečno končalo in naj se nikar ne boji zanj. Kot da bi vedel, da ga čaka srečen konec v rajski deželi. 
Pripoved se konča s srečnim koncem. Kljub vsem preprekam in težavam na poti pride mladenič v rajsko deželo, kjer se poroči s samo grajsko gospodično. 
Nauk zgodbe bi bil lahko tak: Kljub žalostni usodi ni vredno obupati in vreči puške v koruzo, saj se lahko še tako slaba stvar  izkaže za zelo dobro. Potrebno je le iti v svet pogumno in s pokončno glavo. Potrebno je le malo sreče in iznajdljivosti, da lahko pridemo do svoje rajske dežele.

## Motivno-tematske povezave
Motiv devete dežele: Deveta dežela, Smrk v deveti deželi, Alica v čudežni deželi
Motiv sina: O treh sinovih, Deseti brat
Motiv kače in njene preobrazbe: Žabji kralj

## Izdaje
- V deveti deželi, Sto slovenskih pravljic iz naših dni, Mladinska knjiga, 1995